# 怪奇!ドリル男の恐怖
『怪奇！ドリル男の恐怖』（かいき！ドリルおとこのきょうふ）は、1999年9月24日にTETRATECHより発売されたアダルトゲームである。
本作は、道に迷った三姉妹が偶然訪れた山中の洋館にて腕にドリルをつけた男・リンガリンガに追われる様子を描いたアドベンチャーゲームであり、リンガリンガに見つからないようにしながら謎解きをする内容となっている。リンガリンガがプレイヤーに近づく際は足音に加え、緊迫感のあるBGMが流れる演出が発生する。
リンガリンガに見つかった場合はマウスを振るか、物陰に隠れるか、道具で追い払うかのいずれかの方法でやり過ごす必要がある。リンガリンガに捕まった場合は服が一枚破れ、服がすべて破れるとリンガリンガに犯されてゲームオーバーとなる。
洋館の中には多数の衣装が用意されており、ナース服など、特定の衣装を入手するとHイベントが発生する。

## 登場人物
高塚 雪乃
声 - 宇佐美桃香
三姉妹の長女。
高塚 葉月
声 - 青山ゆかり
三姉妹の次女。物語の1年前に左足首を痛めている。
高塚 彩花
声 -岩泉まい
三姉妹の末っ子で、甘えん坊な性格をしている。
リンガリンガ
館に潜む人造人間。左手がドリル、右手が刃物、そして股間にはガトリング砲が装着されており、Hシーンではこれらすべてが男根になる。また頭部にはフルフェイスヘルメットを着用している。
結女
声 - ダイナマイト亜美
謎の美女。シナリオにより正体は異なる。
ドクター芦沢
マッドサイエンティストで、オカルトにも造詣がある。
メイド
声 - 白井綾乃
館でメイドとして働いていた人物。新入りの調教を得意とする。彩花ルートではふたなりになる。
館の主人
大地主の幽霊。
ウィレム司祭
神父の幽霊。異教徒の服装をした者に対しては異端審問をする。

## 評価
小説家の田中ロミオは、パソコンゲーム雑誌の編集者である前田尋之の公式サイト「電脳世界のひみつ基地」に寄せたレビュー記事で、印象に残った作品として本作を取り上げており、「どうして過去の私はこんなものを手に取ったのでしょうか。わかりません。忘れました。ただおそらくは、これが非常にエロゲーっぽい作品だと当時の私が感じたからではないかと思います。」と述べつつも、「誰にでも薦められる名作というわけではなく、所謂ネタゲーの枠ではあるんですが、ホラーゲームの叩き台として見れば学ぶべき点は数多くある一本だったりもします。」と評価している。
また、田中は衣服がライフ回復アイテムであると同時にコスプレHへの導線となっているゲームシステムを評価した一方、リンガリンガからやり過ごす方法の一つであるマウスを振る操作が難しく、多くのプレイヤーが割に合わないと感じたのではないかとみている。